# Dendrophthoe odontocalyx
Dendrophthoe odontocalyx là một loài thực vật có hoa trong họ Loranthaceae. Loài này được (F.Muell. ex Benth.) Tiegh. mô tả khoa học đầu tiên năm 1895.